# Aderus ultimus
Aderus ultimus é uma espécie de inseto besouro da família Aderidae. Foi descrita cientificamente por Maurice Pic em 1902.

## Distribuição geográfica
Habita em Madagascar.